# José Coto Mora
José Coto Mora (Huelva 1867–Sevilla 1943) fue un abogado español que se desempeñó como alcalde de la ciudad de Huelva en dos ocasiones (1902 y 1905) y senador por la provincia de Huelva durante los periodos (1910-11 y 1916–17).

## Reseña biográfica
Hijo del dirigente republicano José Coto Cobián (Alcalde de Huelva 17/07/1872 a 24/09/1873 y Diputado a Cortes 1873–1874), e Isabel Mora Carrión, nace en la capital onubense y vive en la calle Sevilla, número 7. Cursa sus estudios en el Instituto de Educación Secundaria "La Rábida", obteniendo el grado de bachiller en el año académico 1884–85.
Enamorado de su ciudad, se integra plenamente en entidades y asociaciones como la Real Sociedad Colombina de Onubense, en la que se encuentra inscrito como socio de número en la memoria de actividades de 1892.
Abogado de profesión, se forma en la Facultad de Derecho de la Universidad de Madrid, finalizando sus estudios en 1899.
Desempeña el cargo de Alcalde de la ciudad de Huelva en los periodos (01/01/1902 a 20/01/1903) y (13/10/1905 a 01/01/1906) y Senador del reino por la provincia de Huelva en los periodos (1910–1911 y 1916–1917) como representante del partido D.L.R. (Derecha Liberal Republicana).
En Junta General del Círculo Mercantil y Agrícola de Huelva, celebrada el 17 de enero de 1901, se procedió a la elección de nueva Junta Directiva presidida por José Coto Mora, presidente; Guillermo Duclós, vicepresidente; Fernando Rey, secretario; Manuel Vázquez Pérez, tesorero; Luis de Soto, José Rui-Fernández, Rafael Mathé y Antonio Ochoa, vocales.
Durante su mandato municipal se construyó la hermosa Plaza de las Monjas y se contrato a un arquitecto, para que con su perseverancia y talento diera el aspecto de gran ciudad que a juzgar por algunos de sus edificios, tiene Huelva a principios del siglo XX. Uno de los más grandes logros en su gestión fue la rebaja en el cupo de consumos de la capital que suponía para el Ayuntamiento una economía de 55 mil pesetas, aproximadamente, al año; con cuya cantidad viénese atendiendo a muchos servicios municipales, que de otra suerte tendrían que pagarse con nuevos gravámenes impuestos al vecindario.
Importantes obras de infraestructura se ejecutaron durante su mandato en la alcaldía, como es el Mercado de Santa Fe. Su uso como mercado fue breve, adaptándose posteriormente a usos académicos, culturales, militares y, finalmente, a Comisaría de la Policía Nacional, aunque no ha sufrido grandes transformaciones en su estructura y disposición, siendo un edificio referente en la ciudad.
Otro importante edificio que se inaugura en 1902 y que es síntoma de la transformación de la ciudad, es el Coso Taurino de La Merced. Para la ocasión el 5 de septiembre acude junto al presidente del consejo de administración de la Sociedad Plaza de Toros, Claudio Saavedra y el empresario del coso taurino Lorenzo Navarro. El presidente de la plaza para esta primera feria es el alcalde de la ciudad, José Coto.
En su actividad como senador hay que destacar la Proposición de Ley presentada junto al Marqués viudo de Mondéjar incluyendo en el Plan General de Carreteras la de enlace entre la de Alcalá de Guadaira a Huelva y Rociana (1910–1911).
El 11 de septiembre de 1913 contrae matrimonio en Cádiz con la viuda María Teresa Díez y Gibaja (Cádiz 1880–1955), marquesa de Santo Domingo de Guzmán.
Fallece el 12 de noviembre de 1943 a la edad de 76 años en Sevilla y sus restos reciben cristiana sepultura en el Cementerio de la Soledad de Huelva.
El 26 de julio de 1963, reunida la Comisión Municipal Permanente del Excmo. Ayuntamiento de Huelva, se aprobó el proyecto de urbanización de la Plaza Alcalde Coto Mora.

## Distinciones
- En septiembre de 1927 el Excmo. Ayuntamiento de Huelva le dedica la plaza situada en la confluencia de Vázquez López y Gobernador Alonso. Esta dedicada a José Coto Mora, político, abogado y alcalde de Huelva. Se da la circunstancia que a comienzos de los años veinte donó los terrenos que hoy ocupa la plaza que lleva su nombre, el motivo no era otro que darle una mayor amplitud y vistosidad al recién inaugurado Real Teatro.[12]

## Plaza Alcalde Coto Mora
Esta plaza situada en la confluencia entre las calles Vázquez López y Gobernador Alonso, surge a raíz de la construcción del Real Teatro. La fachada del mismo, tan grandiosa y artística necesitaba de cierta amplitud para observarla y admirarla.
En la sesión capitular del 18 de mayo de 1923, se acordó pasar un informe a la comisión de fomento, para que se agregará una moción proponiendo la apertura de una plaza entre las antigua calle Castelar y Vázquez López, junto al Real Teatro en construcción. En la sesión del 3 de julio de 1924 se acordó adjudicar por la cantidad de 9500 pesetas la ejecución material de las obras y construcción de la nueva plaza.
La gente empezó a denominar este rincón tan bello, como la "Plaza de la Sonaja" y quedóse con este sambenito, aunque en septiembre de 1927 se rotula con el nombre de "Plaza de Coto Mora".    